# Лаура Риньон
Лаура Риньон (на испански: Laura Riñón) е испанска блогърка и писателка на произведения в жанра любовен роман.

## Биография и творчество
Лаура Риньон Сирера е родена през 1975 г. в Сарагоса, Испания. Когато е 3-годишна семейството ѝ се мести в Мадрид. Запалена читателка и киноман от дете. Следва право, но на четвъртата година напуска университета и изкарва курс за стюардеса. Живее в наколко града и обикаля целия свят. Когато не лети дава лекции като треньор и мотиватор. Поддържа собствен блог „Palabra de Laura“.
През 2014 г. е издаден сборникът ѝ с разкази „Dueño de tu destino“ (Господар на съдбата ти), който получава наградата „Ериде“.
Първият ѝ роман „Todo lo que fuimos“ (Всичко, от което бягаме) е публикуван през 2015 г. Вторият ѝ роман „Макове през октомври“ е издаден през 2016 г.
Лаура Риньон живее със семейството си в Мадрид.

## Произведения

### Самостоятелни романи
- Todo lo que fuimos (2015)
- Amapolas en octubre (2016)
Макове през октомври, изд.: ИК „Хермес“, Пловдив (2018), прев. Весела Чергова

### Сборници
- Dueño de tu destino (2014)